# عبد الله الأصغر بن علي
عبد الله الأصغر بن علي بن أبي طالب، هو ابن أمير المؤمنين علي بن أبي طالب، أول أئمة أهل البيت عند الشيعة، ورابع الخلفاء الراشدين عند أهل السنة والجماعة، وأمه ليلى بنت مسعود الدرامية، ولد في الكوفة عام 37 هـ، وأشقائه هم عبيد الله وأبي بكر.

وقد قتل في واقعة الطف في نصرة أخيه الحسين بن علي عام 61 هـ، وورد أنه رجز وقال:
وقاتله رجل من همدان.
ولكن الصحيح أن هذه الأبيات هي لأبي بكر بن علي، وقال الكرباسي موضحاً في ترجمة أبي بكر عن الرجز: «ولا خلاف يذكر في أن هذا الرجز له، وغالباً ما أورده المؤرخون منسوباً إليه دون أن يسمونه، ومن سماه فإنما أورده من باب القناعة بأن اسمه مثلاً عبد الله، وإلا فإنه يذكر بأنها لأبي بكر، تم ألحق بكلامه موضحاً: «واسمه عبد الله» مثلاً.».